# ISO/IEC/IEEE 42010
ISO/IEC/IEEE 42010 시스템 및 소프트웨어 엔지니어링 — 아키텍처 설명은 시스템 및 소프트웨어의 아키텍처 설명에 대한 국제 표준이다.

## 개요
ISO/IEC/IEEE 42010:2011은 시스템, 소프트웨어 및 엔터프라이즈 아키텍처 설명에 대한 요구사항을 정의한다. 표준 용어를 정의하고 아키텍처 표현, 전달 및 검토를 위한 개념적 기반을 제시하고 아키텍처 설명, 아키텍처 프레임워크 및 아키텍처 설명 언어에 적용되는 요구 사항을 지정함으로써 아키텍처 설명의 관행을 표준화하는 것을 목표로 한다.
이전 버전인 IEEE 1471에 이어 이 표준은 아키텍처와 아키텍처 설명을 엄격하게 구분한다.
이 문서의 ISO/IEC/IEEE 42010에 대한 설명은 2011년에 게시된 표준을 기반으로 한다. 이 표준은 2022년 11월에 철회되고 ISO/IEC/IEEE 42010:2022로 대체되었다.